# Dicranodontium didictyon
Dicranodontium didictyon là một loài Rêu trong họ Dicranaceae. Loài này được (Mitt.) A. Jaeger mô tả khoa học đầu tiên năm 1880.